# 須田茂
須田 茂（すだ しげる、1928年2月22日 - ）は元大井競馬場所属の元騎手・調教師である。黎明期の南関東公営競馬で6年連続リーディングジョッキーに輝き、川崎の佐々木竹見騎手に抜かれるまで日本における最多通算勝利数記録を保持していた。

## 経歴
群馬県勢多郡新里村出身。高等小学校を卒業すると、13歳で埼玉県朝霞町に存在した陸軍予科士官学校に徴用され、馬係を任される。その後は終戦まで同学校で将校用の馬を世話しつつ、合間を縫って騎乗技術の手ほどきを受けたという。
終戦後は北関東の草競馬でセミプロとして農耕馬などに騎乗していたところ、軍時代の先輩から当時高崎に厩舎を構えていた田中利衛調教師を紹介される。その騎乗フォームに感銘を受け入門すると、1948年2月には正式に騎手免許を取得した。1950年、師匠とともに完成したばかりの大井競馬場へ移籍。この年に田中を凌いで174勝を挙げリーディングジョッキーに輝くと、翌1951年には284勝、1952年も279勝と勝ち星を量産。1950年から1955年まで、6年連続で南関東のリーディングジョッキーの座を維持する。
1956年以降は森田正一門下の荒山徳一・小筆昌らに押されてリーディングこそ遠ざかったが、ダイニコトブキを始めとする数多くの有力馬に騎乗し、長く重賞戦線でその存在感を保ち続けた。1964年4月26日、アデルバウエルに騎乗し南関東通算2500勝を達成。さらに、この年にはマニラで開催されたアジア競馬会議の騎手招待競走でも騎乗している。
その後は落馬事故などの不運もあって騎乗数は減少し、1969年12月5日には通算勝利数の日本記録を佐々木竹見騎手によって追い抜かれている。1969年末に通算3000勝を達成。1970年、交友があった中央競馬の保田隆芳騎手の引退を機に、自身も同年5月いっぱいでムチを置くことを決める。最後の重賞騎乗となった金盃では、父親も観戦に訪れる中でアポスピードに騎乗し見事勝利を収め、表彰式では感極まって嬉し涙を見せたという。通算成績は13934戦3008勝(海外1戦0勝)、うち南関東競馬で2908勝を挙げた。
引退後はそのまま大井競馬場で調教師に転身。1979年に調教芸術賞を、1994年には関東地方公営競馬協議会の功労調教師賞を受賞している。2003年5月31日に調教師を勇退した。

## 代表騎乗馬
- ホウセント(19連勝達成)
- ダイゴカゲミツ(春の特別)
- タカトシ(秋の特別)
- エイシヨウ(全日本三歳優駿・平和賞)
- バラテスタ(秋の特別・春の特別・銀盃)
- ラツキーマミー(NTV盃・クイーン賞)
- ダイニコトブキ(春の鞍・秋の鞍・大井盃)
- コンリユウ(キヨフジ記念・クイーン賞)
- センジユ(銀盃・白百合賞・船橋記念)[注 4]
- ゴールデンフアイタ(銀盃・ワード賞・船橋記念)
- セルコール(春の鞍・全日本三歳優駿・ニューイヤーカップ)
- ミヤマシユーホー(アラブチャンピオン2回・アラブチャレンジャー)
- アデルバウエル(春の特別・秋の特別2回)
- ビンゴ(千鳥賞・ブルーバードカップ)
- キヨクトー(桜花賞・キヨフジ記念)
- リキスユリ(アラブダービー・千鳥賞・全日本アラブ争覇)
- ヒカルタカイ(東京王冠賞)[注 5]
- マスタング(アラブ大賞典・シルバーカップ)
- アポスピード(開設記念・金盃・ダイオライト記念)